# Summitul Rusia–SUA din 2025

Putin și Trump în Anchorage, SUA, 15 august 2025

Putin și Trump încep discuțiile la o bază militară din Alaska

Summitul Rusia-Statele Unite ale Americii din 2025 (cunoscut și ca Alaska 2025 sau Summitul Trump-Putin) a fost o întâlnire la nivel înalt între președintele Statelor Unite, Donald Trump, și președintele Rusiei, Vladimir Putin. A avut loc la 15 august 2025, la baza comună Elmendorf-Richardson din Anchorage, Alaska. Principalul subiect al discuției a fost războiul în desfășurare dintre Rusia și Ucraina, pe care Trump dorește să-l încheie. Summitul s-a încheiat fără a fi anunțat un acord, cu toate că Trump a insinuat ulterior că, în opinia sa, responsabilitatea de a ceda teritoriu revine acum Ucrainei pentru a pune capăt războiului.
A fost prima dată când Putin a fost invitat într-o țară occidentală de când a ordonat invazia rusă la scară largă a Ucrainei în 2022. Putin se confruntă cu un mandat de arestare emis de Curtea Penală Internațională pentru presupuse crime de război. A fost, de asemenea, prima dată când o vizită prezidențială rusă în SUA a avut loc pe o proprietate militară americană. A fost prima întâlnire dintre Trump și Putin de la realegerea lui Trump în 2024 și prima dintre ei ca președinți în exercițiu de la ultima lor întâlnire din 2019 la Osaka, primul lor summit după Summitul de la Helsinki din 2018 și prima întâlnire între președinții ambelor țări de la invazia rusă a Ucrainei, care a avut loc la opt luni după Summitul Rusia-SUA din 2021 dintre Joe Biden și Putin. A fost prima dată când Putin a fost în Statele Unite din 2015, unde a participat la cea de-a 70-a sesiune a Adunării Generale a Națiunilor Unite la New York City. A fost, de asemenea, prima întâlnire găzduită de SUA între președinții Rusiei și Statelor Unite din 2007, când Putin s-a întâlnit cu George W. Bush în Maine.

## Delegații

### Delegația Statelor Unite ale Americii
- Președintele Statelor Unite, Donald Trump
- Secretarul de stat, Marco Rubio
- Secretarul Trezoreriei, Scott Bessent
- Șeful Statului Major, Dan Caine
- Secretarul Comerțului, Howard Lutnick
- Secretarul Apărării, Pete Hegseth
- Directorul Agenției Centrale de Informații, John Ratcliffe
- Trimisul special al Statelor Unite pentru Orientul Mijlociu, Steve Witkoff

### Delegația Rusiei
- Președintele Rusiei, Vladimir Putin
- Ministrul rus al Afacerilor Externe, Serghei Lavrov
- Ministrul rus al Apărării, Andrei Belousov
- Ministrul rus al Finanțelor, Anton Siluanov
- Consilier al președintelui Rusiei pentru politica externă, Iuri Ușakov
- Trimisul Prezidențial Special pentru Investiții Străine și Cooperare Economică, Kirill Dmitriev

## Urmări
Summitul este considerat un eșec de mulți analiști de politică externă, deoarece nu a fost luată nicio decizie importantă privind războiul din Ucraina. Putin a declarat că se va reîntâlni foarte curând cu Trump.